# Enyo delanoi
Enyo delanoi är en fjärilsart som beskrevs av Kernbach 1962. Enyo delanoi ingår i släktet Enyo och familjen svärmare. Inga underarter finns listade i Catalogue of Life.